# Вердженс (Вермонт)
Вердженс (англ. Vergennes) — город в округе Аддисон в штате Вермонт в Соединённых Штатах Америки. 
Согласно данным переписи населения США 2020 года, население города составляло 2 553 человека.

## История
Первое постоянное поселение в этом месте было основано в 1766 году Дональдом Макинтошем и уже в 1788 году Вердженс получил статус города.

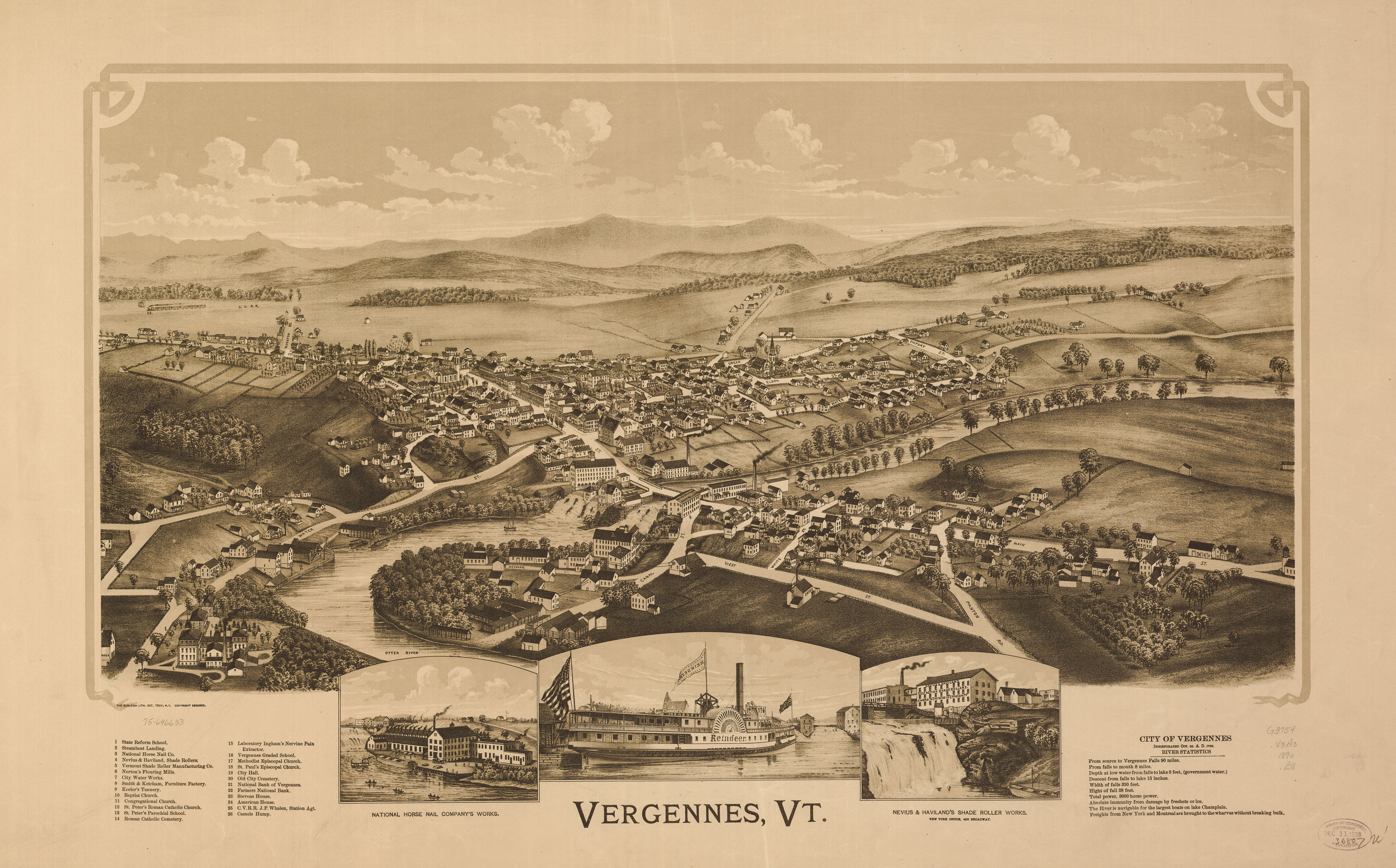
Карта-схема Вердженса (1890)

Город был назван в честь француза Шарля Гравье де Вержена, который оказал большую помощь колониальным повстанцам в Войне за независимость США.
Здесь Томас Макдоноу построил и вооружил флот, который победил британцев на озере Шамплейн во время Англо-американской войны 1812 года. Компания Monkton Iron Company (которая в то время была крупнейшим металлургическим заводом в стране) изготавливала арматуру для флота Макдоноу, а также большую часть пушечных ядер, используемых армией Соединенных Штатов на севере. Используемая руда добывалась в соседнем Монктоне.

## География
По данным Бюро переписи населения США, общая площадь города составляет 2,5 квадратных мили (6,5 км2), из которых 0,1 квадратных мили (0,26 км2 или 4 %) — водная поверхность.
В центре города находится водопад высотой 37 футов (11 метров) с большим бассейном, который иногда затапливается.